# Alok
 (octobre 2019).
Alok (de son vrai nom Alok Achkar Peres Petrillo) est un DJ et producteur musical brésilien né le 26 août 1991. Il est connu pour son hit Hear Me Now (en) avec Bruno Martini et Zeeba qui a reçu un disque de platine en France.
En 2018, Alok a été classé 13e au classement de DJ Magazine puis 11ème l'année suivante. Il est un temps résident de Green Valley. En 2020 il termine à la 5e place du classement de popularité de DJ Magazine.

## Top 100 DJ Mag
- 2015 : #44 (Entrée)[23]
- 2016 : #25 (+19)[24]
- 2017 : #19 (+6)[25]
- 2018 : #13 (+6)[26]
- 2019 : #11 (+2)[27]
- 2020 : #5 (+6)[28]
- 2021 : #4 (+1)[29]
- 2022 : #4 (=)[30]
- 2023 : #4 (=)[31]
- 2024 : #4 (=)[32]